# Campionati del mondo di mountain bike 2012 - Staffetta a squadre
La Staffetta a squadre dei Campionati del mondo di mountain bike 2012 si è svolta il 6 settembre 2012 a Saalfelden, in Austria, su un percorso di 18,4 km. La gara è stata vinta dall'Italia, che ha terminato la gara in 51'54", alla media di 21,27 km/h.

## Ordine d'arrivo (Top 10)
| Pos. | Squadra                                                | Tempo   |
| ---- | ------------------------------------------------------ | ------- |
| 1    | Italia Fontana, Schmid, Lechner, Braidot               | 51'54"  |
| 2    | Francia Sarrou, Koretzky, Bresset, Marotte             | a 1"    |
| 3    | Germania Schulte-Lünzum, Frey, Spitz, Fumic            | a 1'23" |
| 4    | Svizzera Indergand, Zumstein, Leumann, Näf             | a 1'59" |
| 5    | Canada Kabush, Bailey, Pendrel, Nadon                  | a 2'03" |
| 6    | Svezia Jonsson, Linde, Engen, Lindgren                 | a 2'47" |
| 7    | Stati Uniti Finsterwald, Swenson, Davison, Wells       | a 3'32" |
| 8    | Ucraina Rysenko, Belomojina, Ševcov, Bacuca            | a 3'35" |
| 9    | Paesi Bassi Van der Heijden, Slik, Terpstra, Van Houts | a 3'43" |
| 10   | Austria Markt, Mayer, Osl, Raggl                       | a 4'11" |